# Rugobe (vattendrag i Burundi, Muyinga)
Rugobe är ett vattendrag i Burundi.   Det ligger i provinsen Muyinga, i den norra delen av landet, 140 kilometer nordost om huvudstaden Bujumbura.
Omgivningarna runt Rugobe är en mosaik av jordbruksmark och naturlig växtlighet. Runt Rugobe är det tätbefolkat, med 266 invånare per kvadratkilometer.